# Citi Open 2018
Citi Open 2018 byl společný tenisový turnaj mužského okruhu ATP World Tour a ženského okruhu WTA Tour, který se odehrával v areálu William H.G. FitzGerald Tennis Center na otevřených dvorcích s tvrdým povrchem Sportmaster. Probíhal mezi 30. červencem až 5. srpnem 2018 v americkém hlavním městě Washingtonu, D.C. jako jubilejní 50. ročník mužského a 8. ročník ženského turnaje.
Mužská polovina se řadila do kategorie ATP World Tour 500 a její dotace činí 2 146 815 dolarů. Ženská část s rozpočtem 250 000 dolarů patřila do kategorie WTA International Tournaments.
Nejvýše nasazenými hráči v soutěžích dvouher se stali třetí hráč žebříčku a obhájce titulu Alexander Zverev z Německa a mezi ženami také světová trojka Sloane Stephensová ze Spojených států. Jako poslední přímí účastníci do dvouher nastoupili polský 119. tenista pořadí Hubert Hurkacz a americká 160. žena klasifikace Jamie Loebová.
Podruhé v kariéře singlový titul obhájil Němec Alexander Zverev, jenž si připsal devátou trofej na okruhu ATP Tour. Šestnácté turnajové vítězství z dvouhry okruhu WTA Tour, a druhé ze Citi Open, si odvezla 33letá Ruska Světlana Kuzněcovová. Ve Washingtonu, D.C. tak udržela celkovou neporazitelnost s poměrem zápasů 11–0. Osmý společný titul v mužské čtyřhře vybojoval britsko-brazilský pár Jamie Murray a Bruno Soares. Premiérovou společnou trofej v ženském deblu vyhrála čínsko-chorvatská dvojice Chan Sin-jün a Darija Juraková.

## Distribuce bodů a finančních odměn

### Distribuce bodů
| Soutěž       | vítězové | finalisté | semifinalisté | čtvrtfinalisté | 16 v kole | 32 v kole | 64 v kole | Q  | Q2 | Q1 |
| ------------ | -------- | --------- | ------------- | -------------- | --------- | --------- | --------- | -- | -- | -- |
| dvouhra mužů | 500      | 300       | 180           | 90             | 45        | 20        | 0         | 10 | 4  | 0  |
| čtyřhra mužů | 500      | 300       | 180           | 90             | 0         | —         | —         | 45 | 25 | 0  |
| dvouhra žen  | 280      | 180       | 110           | 60             | 30        | 1         | —         | 18 | 12 | 1  |
| čtyřhra žen  | 280      | 180       | 110           | 60             | 1         | —         | —         | —  | —  | —  |

### Finanční odměny
| Soutěž                              | vítězové | finalisté | semifinalisté | čtvrtfinalisté | 16 v kole | 32 v kole | 64 v kole | Q2     | Q1   |
| ----------------------------------- | -------- | --------- | ------------- | -------------- | --------- | --------- | --------- | ------ | ---- |
| dvouhra mužů                        | $384 120 | $188 315  | $94 755       | $48 195        | $25 025   | $13 200   | $7 130    | $1 460 | $745 |
| čtyřhra mužů                        | $115 650 | $56 620   | $28 400       | $14 580        | $7 540    | —         | —         | —      | —    |
| dvouhra žen                         | $43 000  | $21 400   | $11 500       | $6 200         | $3 420    | $2 220    | —         | $1 285 | $750 |
| čtyřhra žen                         | $12 300  | $6 400    | $3 435        | $1 820         | $960      | —         | —         | —      | —    |
| částka ve čtyřhře je uvedena na pár |          |           |               |                |           |           |           |        |      |

## Dvouhra mužů

### Nasazení
| Stát                             | Hráč               | ATP  | Nasazení |
| -------------------------------- | ------------------ | ---- | -------- |
| Německo                          | Alexander Zverev   | 3.   | 1.       |
| USA                              | John Isner         | 9.   | 2.       |
| Belgie                           | David Goffin       | 11.  | 3.       |
| Spojené království               | Kyle Edmund        | 16.  | 4.       |
| Austrálie                        | Nick Kyrgios       | 18.  | 5.       |
| Francie                          | Lucas Pouille      | 19.  | 6.       |
| Japonsko                         | Kei Nišikori       | 20.  | 7.       |
| Jižní Korea                      | Čong Hjon          | 23.  | 8.       |
| Kanada                           | Denis Shapovalov   | 27.  | 9.       |
| Řecko                            | Stefanos Tsitsipas | 32.  | 10.      |
| USA                              | Steve Johnson      | 34.  | 11.      |
| Rusko                            | Karen Chačanov     | 35.  | 12.      |
| USA                              | Frances Tiafoe     | 42.  | 13.      |
| Francie                          | Jérémy Chardy      | 43.  | 14.      |
| Německo                          | Mischa Zverev      | 45.  | 15.      |
| Rusko                            | Andrej Rubljov     | 46.. | 16.      |
| Žebříček ATP k 23. červenci 2018 |                    |      |          |

### Jiné formy účasti

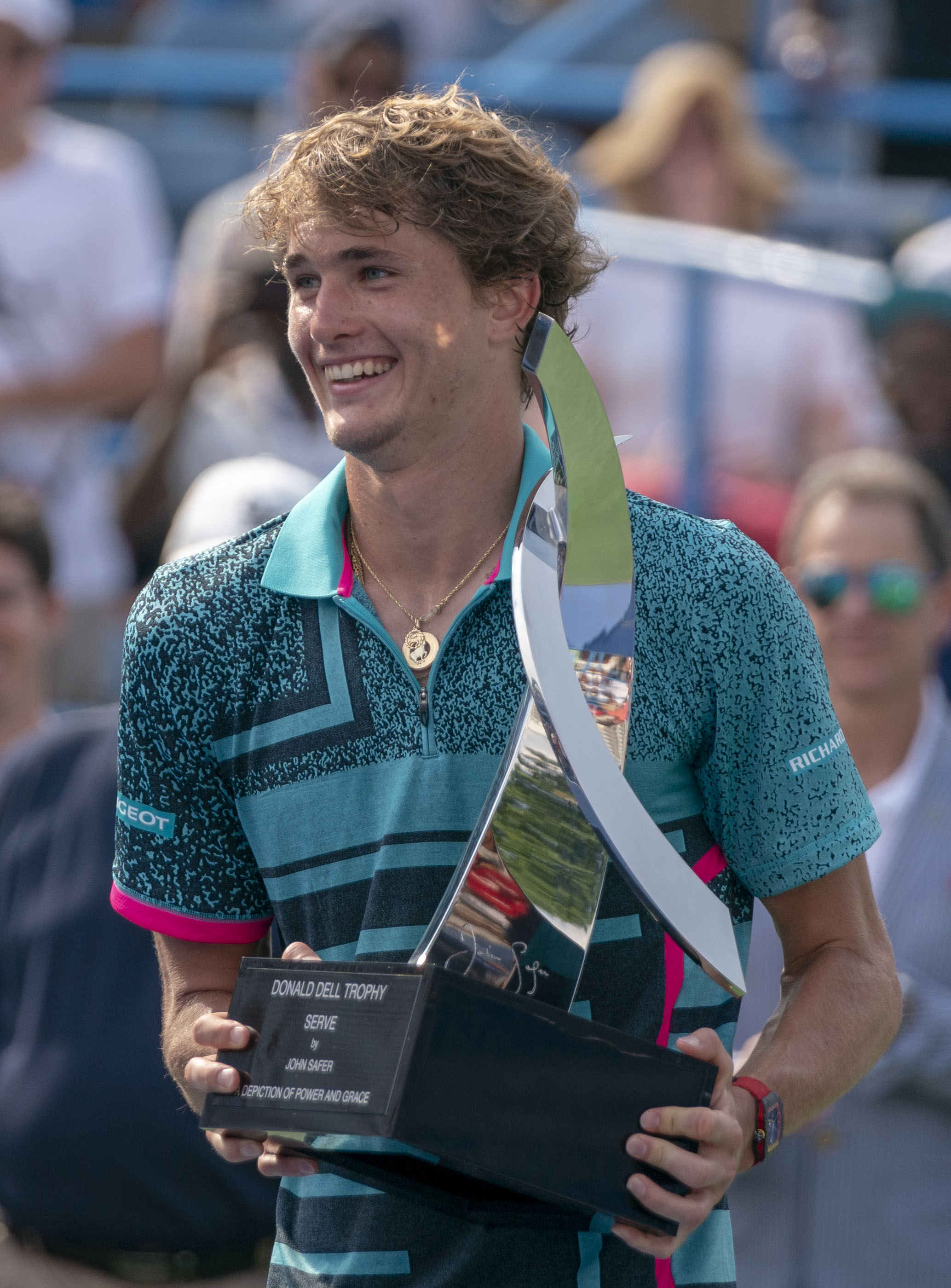
Vítěz dvouhry Alexander Zverev

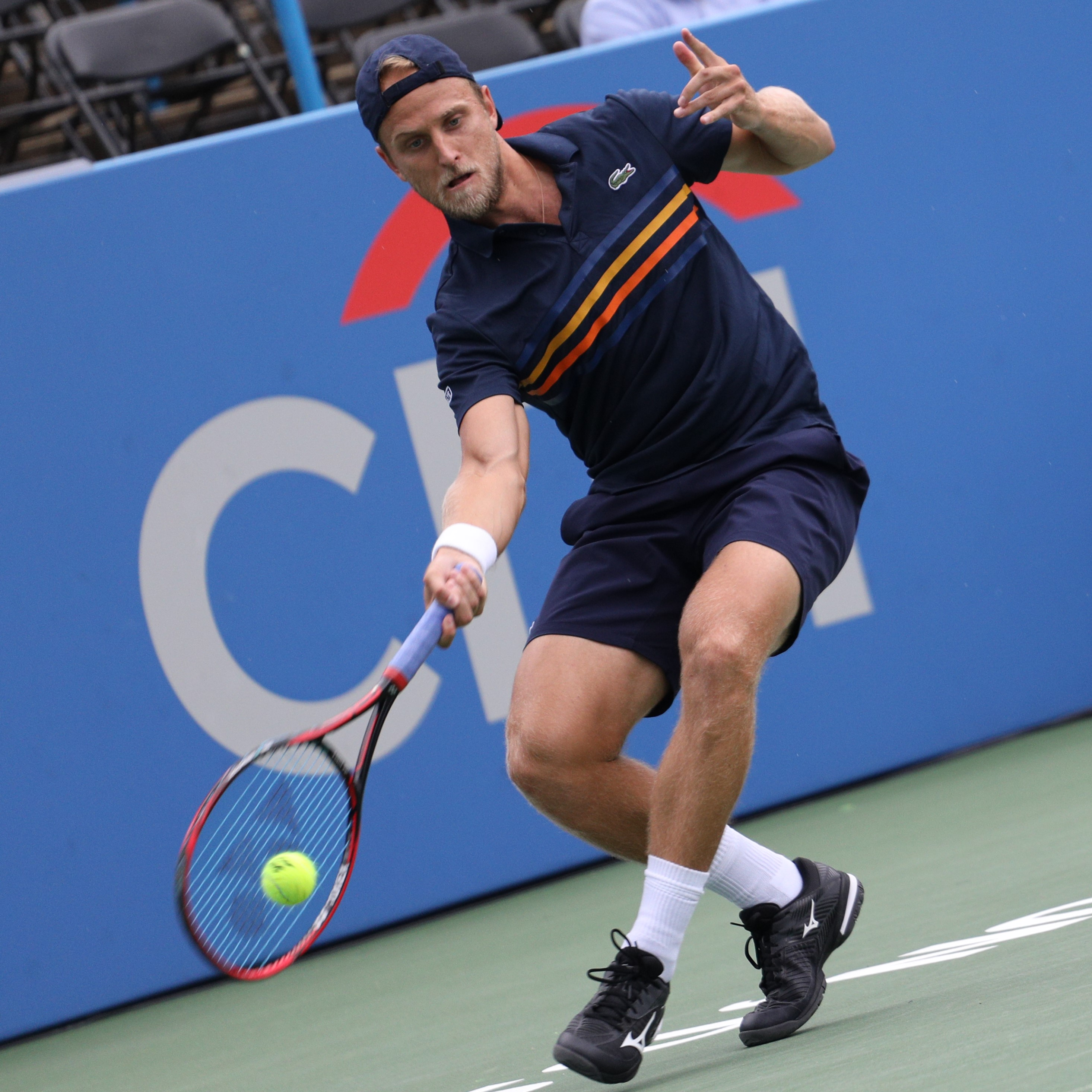
Američan Denis Kudla

Následující hráčí obdrželi divokou kartu do hlavní soutěže:
- Daniil Medveděv
- Tommy Paul
- Noah Rubin
- Tim Smyczek
- Stan Wawrinka

Následující hráč nastoupil do hlavní soutěže pod žebříčkovou ochranou:
- James Duckworth

Následující hráči postoupili z kvalifikace:
- Alex Bolt
- Mitchell Krueger
- Thai-Son Kwiatkowski
- Vincent Millot
- Josuke Watanuki
- Donald Young

Následující hráč postoupil z kvalifikace jako tzv. šťastný poražený:
- Jason Kubler

### Odhlášení
před zahájením turnaje
- Kevin Anderson → nahradil jej  Hubert Hurkacz
- Tomáš Berdych → nahradil jej  Mackenzie McDonald
- Juki Bhambri → nahradil jej  James Duckworth
- Alexandr Dolgopolov → nahradil jej  Ilja Ivaška
- Nick Kyrgios → nahradil jej  Jason Kubler

### Skrečování
- Vincent Millot

## Mužská čtyřhra

### Nasazení
| Stát                                                                        | Hráč           | Stát       | Hráč         | ATP | Nasazení |
| --------------------------------------------------------------------------- | -------------- | ---------- | ------------ | --- | -------- |
| Rakousko                                                                    | Oliver Marach  | Chorvatsko | Mate Pavić   | 5.  | 1.       |
| Finsko                                                                      | Henri Kontinen | Austrálie  | John Peers   | 11. | 2.       |
| Polsko                                                                      | Łukasz Kubot   | Brazílie   | Marcelo Melo | 19. | 3.       |
| Spojené království                                                          | Jamie Murray   | Brazílie   | Bruno Soares | 27. | 4.       |
| Žebříček ATP k 23. červenci 2018; číslo je součtem umístění obou členů páru |                |            |              |     |          |

### Jiné formy účasti
Následující páry obdržely divokou kartu do hlavní soutěže:
- James Cerretani /  Leander Paes
- Denis Kudla /  Frances Tiafoe

Následující pár postoupil do hlavní soutěže z kvalifikace:
- Divij Šaran /  Artem Sitak

### Odhlášení
- Nick Kyrgios

## Ženská dvouhra

### Nasazení
| Stát                             | Hráčka                | WTA | Nasazení |
| -------------------------------- | --------------------- | --- | -------- |
| Dánsko                           | Caroline Wozniacká    | 2.  | 1.       |
| USA                              | Sloane Stephensová    | 3.  | 2.       |
| Japonsko                         | Naomi Ósakaová        | 17. | 3.       |
| Rusko                            | Jekatěrina Makarovová | 30. | 4.       |
| Srbsko                           | Aleksandra Krunićová  | 44. | 5.       |
| Švýcarsko                        | Belinda Bencicová     | 45. | 6.       |
| Chorvatsko                       | Donna Vekićová        | 46. | 7.       |
| Kazachstán                       | Julia Putincevová     | 53. | 8.       |
| Žebříček WTA k 23. červenci 2018 |                       |     |          |

### Jiné formy účasti

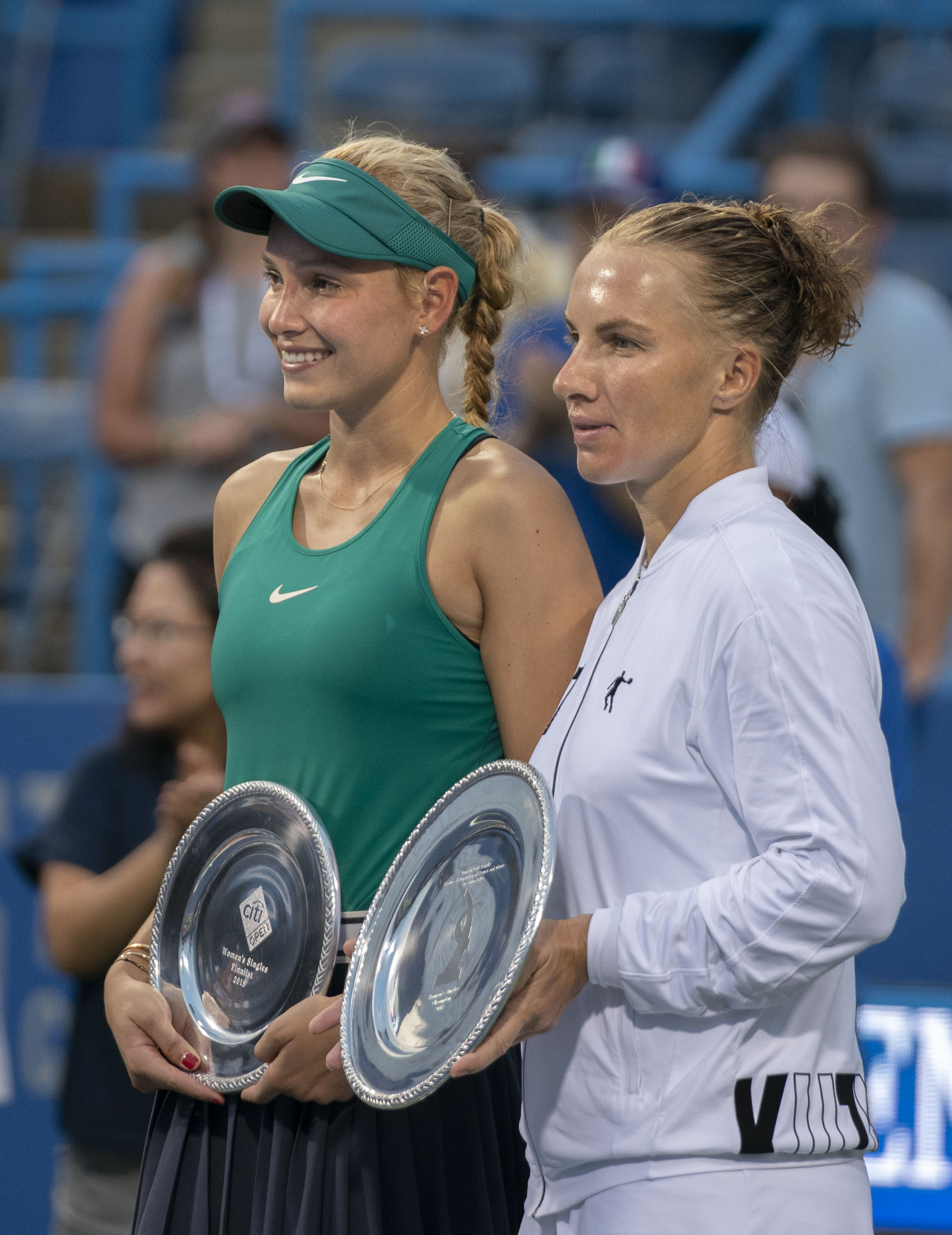
Finalistka Donna Vekićová a vítězka Světlana Kuzněcovová (vpravo)

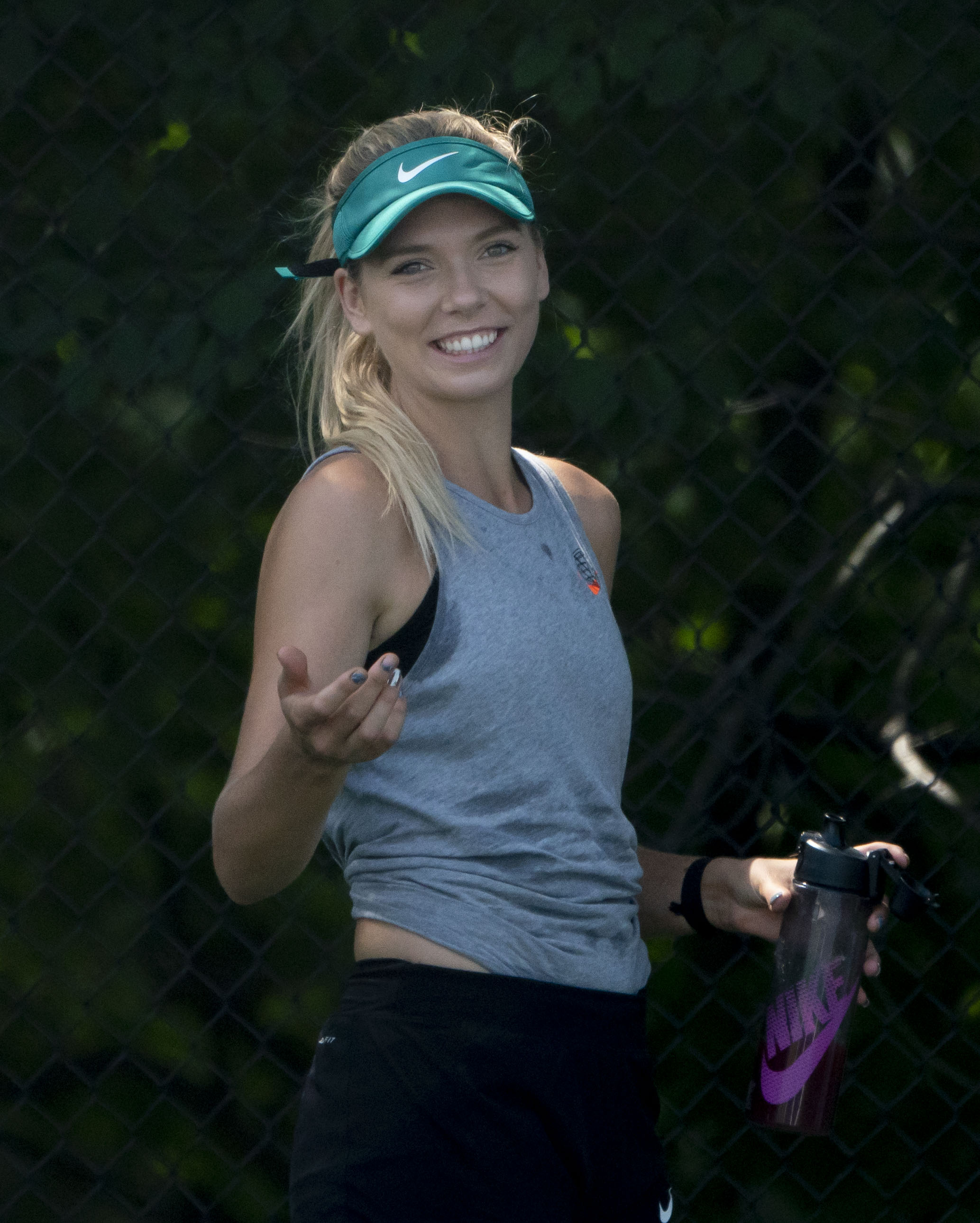
Britka Katie Boulterová

Následující hráčky obdržely divokou kartu do hlavní soutěže:
- Bianca Andreescuová
- Bethanie Matteková-Sandsová
- Katie Swanová

Následující hráčka obdržela do hlavní soutěže zvláštní výjimku:
- Čeng Saj-saj

Následující hráčky postoupily z kvalifikace:
- Harriet Dartová
- Anhelina Kalininová
- Allie Kiicková
- Sofja Žuková

Následující hráčky postoupily z kvalifikace jako tzv. šťastné poražené:
- Ysaline Bonaventureová
- Majo Hibiová

### Odhlášení
před zahájením turnajet
- Bianca Andreescuová → nahradila ji  Majo Hibiová
- Zarina Dijasová → nahradila ji  Olivia Rogowská
- Kirsten Flipkensová → nahradila ji  Nao Hibinová
- Darja Gavrilovová → nahradila ji Natalja Vichljancevová
- Camila Giorgiová → nahradila ji  Fanny Stollárová
- Sie Šu-wej → nahradila ji  Chan Sin-jün
- Monica Niculescuová → nahradila ji  Kristie Ahnová
- Anastasija Sevastovová → nahradila ji  Katie Boulterová
- Barbora Strýcová → nahradila ji  Andrea Petkovicová
- Lesja Curenková → nahradila ji  Caroline Dolehideová
- Caroline Wozniacká → nahradila ji  Ysaline Bonaventureová

## Ženská čtyřhra

### Nasazení
| Stát                                                                         | Hráčka            | Stát        | Hráčka            | WTA  | Nasazení |
| ---------------------------------------------------------------------------- | ----------------- | ----------- | ----------------- | ---- | -------- |
| Čínská Tchaj-pej                                                             | Čan Chao-čching   | Čína        | Jang Čao-süan     | 44.  | 1.       |
| Japonsko                                                                     | Šúko Aojamová     | Česko       | Renata Voráčová   | 87.  | 2.       |
| Čína                                                                         | Chan Sin-jün      | Chorvatsko  | Darija Juraková   | 182. | 3.       |
| Chile                                                                        | Alexa Guarachiová | Nový Zéland | Erin Routliffeová | 211. | 4.       |
| Žebříček WTA k 23. červenci 2018; číslo je součtem umístění obou členek páru |                   |             |                   |      |          |

### Jiné formy účasti
Následující páry obdržely divokou kartu do hlavní soutěže:
- Nicole Hammondová /  Kristýna Nepivodová
- Alana Smithová /  Natasha Subhashová

Následující pár nastoupil do čtyřhry z pozice náhradníka:
- Katie Swanová /  Rosalie van der Hoeková

### Odhlášení
před zahájením turnaje
- Galina Voskobojevová

## Přehled finále

### Mužská dvouhra
- Alexander Zverev vs.  Alex de Minaur, 6–2, 6–4

### Ženská dvouhra
- Světlana Kuzněcovová vs.  Donna Vekićová, 4–6, 7–6(9–7), 6–2

### Mužská čtyřhra
- Jamie Murray /  Bruno Soares vs.  Mike Bryan /  Édouard Roger-Vasselin, 3–6, 6–3, [10–4]

### Ženská čtyřhra
- Chan Sin-jün /  Darija Juraková vs.  Alexa Guarachiová /  Erin Routliffeová, 6–3, 6–2